# Pfarrkirche Lacken

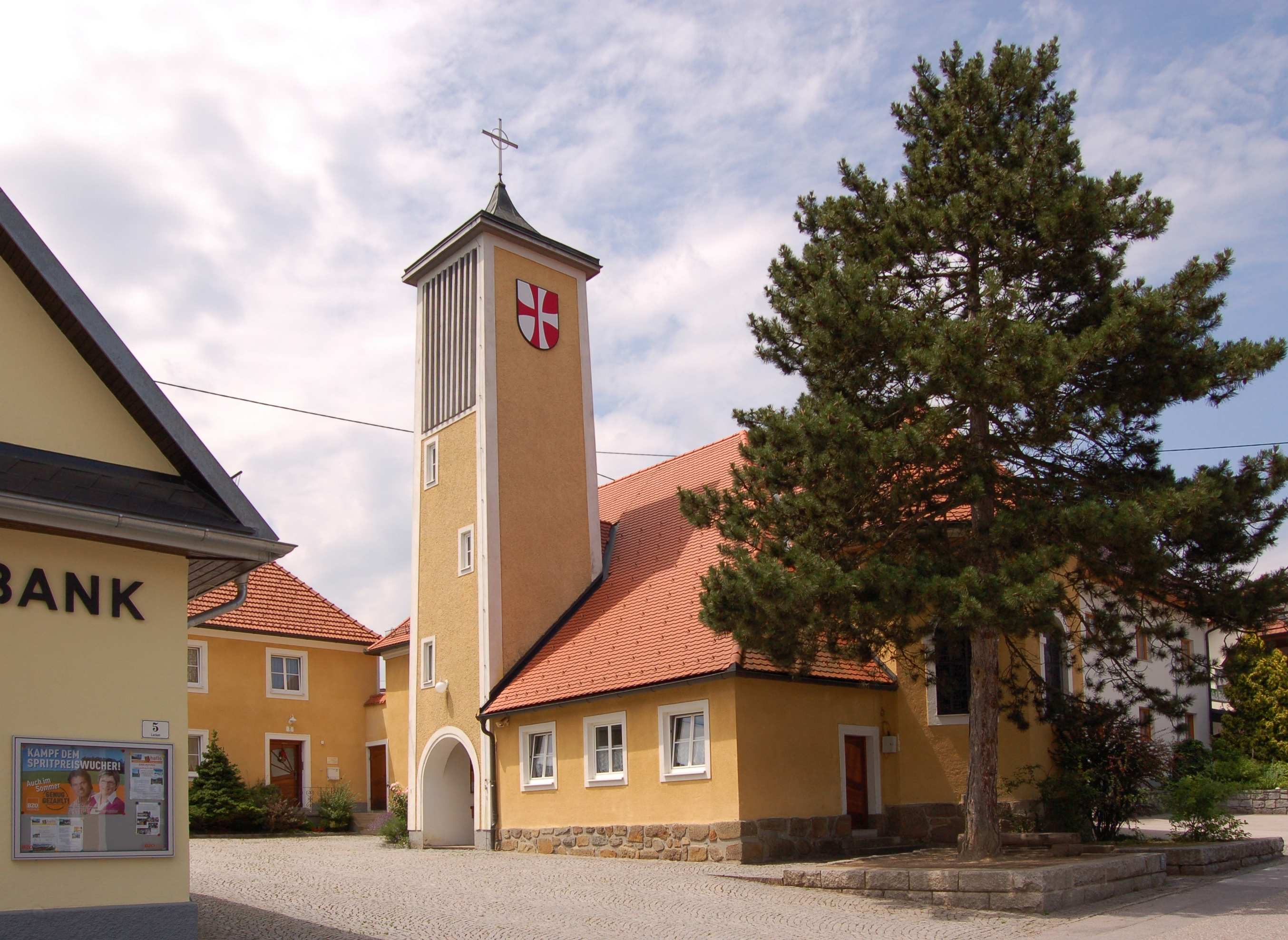
Katholische Pfarrkirche Mariahilf in Lacken

Die Pfarrkirche Lacken steht im Ort Lacken in der Marktgemeinde Feldkirchen an der Donau im Bezirk Urfahr-Umgebung in Oberösterreich. Die auf das Fest Maria Hilf geweihte römisch-katholische Pfarrkirche – dem Stift Sankt Florian inkorporiert – gehört zum Dekanat Altenfelden in der Diözese Linz.

## Geschichte
Bereits 1910 wurden erste Planungen für den Bau einer Kirche in Lacken vorgenommen, die mangels finanzieller Mittel nicht realisiert wurden. 1929 wurde der Beschluss zum Bau einer Kirche gefasst, die 1930 bis 1933 nach Plänen von Baumeister Johann Weixelbaumer gebaut wurde und von Prälat Vinzenz Hartl vom Stift St. Florian geweiht wurde. 1942 erhob Bischof Josephus Calasanz Fließer Lacken zur Kooperator-Expositur, im gleichen Jahr wurde die Kirche dem Stift Sankt Florian inkorporiert. 1952/1953 wurde die Kirche erweitert und 1961 ein Glockenturm angebaut. 1997 wurde in Lacken ein neuer Friedhof angelegt und eingeweiht. 2010 wurde auf Wunsch der Pfarre die Zugehörigkeit vom Dekanat Gallneukirchen zum Dekanat St. Johann am Wimberg geändert, seit 2021 gehört Lacken zum Dekanat Altenfelden. Die Kirche stand bis 2015 unter Denkmalschutz (Listeneintrag).

## Architektur
An das Langhaus schließt ein eingezogener polygonaler Chor an, im Südosten ist eine Sakristei und eine Kapelle angebaut. Westlich steht ein hoher Turm, im Erdgeschoß mit weitem Rundbogen geöffnet. Die Fassade zeigt eine Putzrahmengliederung über einem Bruchsteinsockel. Der Hauptbau hat Rundbogenfenster. Der alte Pfarrhof, erbaut 1955, südwestlich der Kirche, war mit der Kirche mit einer Tormauer verbunden. Er wurde im Juni 2016 abgerissen und mit einem neuen Pfarrheim ersetzt, das am 24. September 2017 feierlich eingeweiht wurde und nun direkt an die Kirche angrenzt.
Das Langhaus zeigt sich innen als breiter Raum mit einer tiefen Westempore und einem breiten rundbogigen Triumphbogen. Die figuralen Buntglasfenster Anbetung Mariae durch Bauern, links Verkündigung, rechts Goldene Pforte, im Chor schuf Alfred Stifter (1931).